# Indymedia

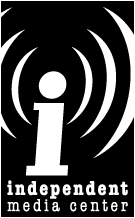
Logo d'Indymedia.

Indymedia (ou IMC pour Independent Media Center) est une plateforme américaine de médias alternatifs qui supporte environ 175 médias internet autonomes dans une soixantaine de pays, avec pour objectif d'assurer la liberté de créer et de diffuser de l'information, en publication ouverte avec une modération a posteriori.
La tonalité des informations se situe à gauche voire à l'extrême gauche.

## Historique
Indymedia a été créé par divers organismes indépendants, alternatifs et militants pour couvrir les contre-manifestations de Seattle en 1999, lors de la réunion de l'OMC et du FMI. Le Centre Médias a permis à des journalistes d'échanger et d'envoyer en temps réel des renseignements, articles, photos, bandes audio et vidéo, via son site Internet.
En regroupant l'ensemble de ces organisations, le Centre Médias de Seattle a produit une série de cinq documentaires transmis chaque jour par satellite, dans tous les États-Unis, à des points d'accès public.
En septembre 2004, le serveur de Londres est obligé, à la suite d'un accord de coopération policière entre le gouvernement britannique et le FBI (pourtant en dehors de sa juridiction), de livrer aux services secrets américains le disque dur qui hébergeait plusieurs sites d'Indymedia (à cause semble-t-il de la publication sur Indymedia Nantes de la photo de deux membres de la police secrète suisse qui tentaient d'infiltrer une manifestation antimondialiste). Certains sites ont été inaccessibles pendant plusieurs jours et un long travail de restauration de leurs archives a dû être lancé.
En octobre 2006, Brad Will, un journaliste d'Indymedia New York, qui couvre la révolte de Oaxaca (Mexique) est tué par balle par des hommes qui agiraient à la solde du gouverneur local Ulises Ruiz, selon l'Assemblée populaire des peuples de Oaxaca, information confirmée par le quotidien mexicain La Jornada.

## Composition
Independant Media Center, ou Indymedia, se présente comme une plateforme collective internet proposant actuellement à environ 175 médias installés dans diverses villes autour du monde, et gérés par des modérateurs, de proposer des informations en permettant à tout un chacun de publier sa propre information / analyse.

## Sensibilités politiques
Fin août 2017, le site linksunten.indymedia.org, considéré comme « la principale plate-forme internet d'extrême gauche en Allemagne », est interdit par le gouvernement. Cette saisie semble directement liée aux manifestations violentes en marge du sommet du G20, début juillet, à Hambourg.
En France, Indymedia a hébergé plusieurs revendications d’actes de vandalisme : un sabotage d’une future ligne à grande vitesse (LGV) en Ille-et-Vilaine en 2013, des dégradations contre une gendarmerie en Loire-Atlantique en 2014, une Tesla brûlée à Niort en avril 2025. Le site "Indymedia Nantes". particulièrement actif lors des affrontements à la ZAD de Notre-Dame-des-Landes, est directement affilié à l’ultragauche nantaise,.
Eddy Fougier note les sites indymedia.org (groupes de Grenoble et de Nantes) dans la « nébuleuse de l’extrême gauche ». 
Indymedia se réclame d'un discours anti-sexiste, anti-fasciste et anti-capitaliste, avec une perspective militante parfois révolutionnaire[réf. nécessaire].

## Controverses
En 2004, la société Bouygues reproche à 4 sites internet, dont Indymedia, d'avoir lancé des appels à la violence contre ses boutiques et ses chantiers. Les administrateurs de 4 sites sont par la suite poursuivis pour « provocation directe, suivie d’effet, à la commission de destructions, dégradations et détériorations dangereuses pour les personnes ». Selon StreetPress, l'ultra gauche s'inquiète alors pour le médias alternatif.
En 2010, les sites de Grenoble et de Paris, pratiquant le copwatching, sont accusés par les syndicats de policiers d'être des « sites anti-flics » après la publication d'articles qualifiant les policiers français d'« assassins » et de « déchets » et comparant la police nationale à la Milice,.

## Dans la culture
- Diaz : un crime d'État